# 나카가와 세이베에
나카가와 세이베(일본어: 中川清兵衛, 1848년 ~ 1916년)는 일본에서 최초로 독일 맥주의 양조법을 배워, 처음으로 일본산 맥주를 만든 양조기사이다.
메이지 시대 초기, 나카가와는 유럽으로 몰래 건너가 독일에 들어갔는데, 여기서 아오키 슈조와 만나 일본에 맥주 사업을 정착시키고자 하는 아오키의 권유를 받아 양조기사의 길을 걷게 되었다. 베를린의 베를린 맥주 양조회사에서 양조법을 수련한 뒤, 1875년 8월에 귀국하였다. 1876년 홋카이도에 개척사 맥주 양주소(삿포로 맥주의 전신)이 설립되자, 그곳의 주임 양조기사로 발탁되어 삿포로 맥주를 탄생시켰다.